# Batalla de Eperjes
La batalla de Eperjes, actual Prezov, Eslovaquia, se libró el 11 de agosto de 1685, en el Reino de Hungría, entre las fuerzas del Imperio Otomano y sus aliados húngaros y las fuerzas del Imperio Habsburgo como parte de la Gran Guerra Turca.
El ejército de los Habsburgo derrotó a las fuerzas invasoras de Emérico Thököly.